# Hebrew Union College
Hebrew Union College eller Hebrew Union College-Jewish Institute of Religion (HUC) (HUC-JIR) är ett utbildningscentrum i USA för utbildning av personal inom reformjudendom. Hebrew Union College är det äldsta judiska seminariet i USA. Man utbildar främst rabbiner, kantorer och övrig personal som tjänstgör i reformförsamlingar. Hebrew Union College har flera campus. De finns i Cincinnati, New York, Los Angeles och i Jerusalem.

## Alumni
Hebrew Union College grundades 1875 av rabbinen Isaac Mayer Wise i Cincinnati, Ohio. Tolkningen av judendomen och judisk tradition är sett ur ett jämställdhetsperspektiv. Både män och kvinnor deltar på lika villkor i alla kurser och program. En av deras mest framstående lärare var rabbinen och teologen Abraham Joshua Heschel.
Några kända personer som utbildats vid HUC-JIR:
- Alysa Stanton, den första afro-amerikanska rabbinen.
- Jonathan Rosenbaum, professor. Aktiv i judisk-kristen dialog.
- Ruth Langer, professor i teologi.[1]